# ديان-آشور
ديان-آشور وهو عسكري آشوري كان يشغل منصب الـ(تورتانو) وهو القائد العام للقوات المسلحة للجيش الآشوري في عهد الملك شلمنصر الثالث (859-824 قبل الميلاد).

## حملاته العسكرية
وفقا للمسلة السوداء، فإن ديان-آشور قاد شخصيا بعض الحملات العسكرية خارج آشور، وهو أمر غير معتاد نوعا ما في الدولة الآشورية حيث كان ذلك من اختصاص الملك حصرياً.
ففي سنة 832 ق.م أرسل شلمنصر الثالث الجيش الآشوري إلى الشمال نحو بيت–زاماني في أورارتو وكانت الحملة بقيادة ديان–آشور، حيث دخل ممر مدينة أماش وعبر نهر أرصانا وواجه سيدورو الأورارتي وهزمه وملأ السهل الواسع بجثث محاربيه. وفي سنة 831 ق.م أرسل ديان–آشور في حملة إلى الغرب في كركميش بسبب حدوث تمرد في بتين (أونقي) حيث قتل الحاكم المحلي لوبارنا الثاني ووضع بدلاً منه سوري، إلا أن ديان–آشور تمكن من اخماد الثورة وقتل المغتصب للحكم ونصب ساسي حاكماً بدلاً منه.
وفي سنة 828 ق.م أرسله شلمنصر الثالث في حملة أخرى إلى آسيا الصغرى، حيث بقي الملك في كالح (نمرود) وأصدر الأوامر بإرسال ديان – آشور على رأس الجيشي إلى مدن داتا، الخوبوشكياني، وأستلم هدايا الولاء منه ، زحف إلى زاباريا، حصن مدينة مصاصير، ثم زحف على قلاع بلاد أورارتو، حيث خرب ودمر وأحرق خمسين من مدنها. ثم نزل إلى بلاد كلزانو وتسلم هدايا الولاء من أوبو الكلزاني ومن المدن المحيطة بها، ومن ثم نزل إلى مدن بلاد المخروم حيث خرب ودمر وأحرق 22 مدينة محيطة بها..
والملاحظ عن تلك الحملات انها لم تكن تحقق أي نصر حاسم كما إنها لم تتمكن من ضم مملكة دمشق، وبمجرد انتهاء الحملة الآشورية كانت تلك الممالك تعلن عصيانها من جديد، حيث كانت الفائدة الأكبر من تلك الحملات تكاد تنحصر في الاستحواذ على الغنائم والحصول على هدايا الطاعة والولاء.
وفي السنوات الأخيرة من حكم الملك شلمنصر الثالث كانت الحملات التي يسيرها إلى الجبهة الغربية والجبهة الشمالية الشرقية قد عهد بقيادتها إلى قائد الجيش الآشوري ديان–آشور، وربما يكمن السبب وراء ذلك هو كبر سن الملك بحيث أنه لا يحتمل مشاق الوصول إلى مناطق بعيدة بسبب كبر سنه، وكذلك سوء الأوضاع الداخلية في البلاد، فضلا عن انشغال الملك بعمليات البناء والاعمار التي قام بها وخاصة في مدينة كالح (نمرود).
وكان ديان–آشور قد شارك أيضاً في الفتنة التي حدثت في السنين الاخيرة من حكم الملك المسن شلمنصر الثالث لخلافته في الحكم، والتي قادت إلى وصول شمشي أدد الخامس إلى الحكم.

## وصلات خارجية
- المرجع الإلكتروني للمعلوماتية